# Perdóname (canción de Raymix)
«Perdóname» es una canción grabada por el cantante mexicano Raymix. La canción fue escrita por el mismo. Fue lanzada en 2017 y se trata de uno de los sencillos promocionales de su primer álbum de estudio Oye mujer. El sencillo alcanzó el lugar número 21 en las listas del México Popular Airplay  del Billboard. La canción fue certificada platino por AMPROFON.

## Video musical
El video musical de «Perdóname» fue lanzado el 7 de julio de 2017, fue producido por Universal Music Latin Entertainment y cuenta con más de 70 millones de reproducciones en Youtube

## Listas

### Semanales
| País           | Lista                              | Mejor posición |
| -------------- | ---------------------------------- | -------------- |
| México         | México Popular Airplay (Billboard) | 21             |
| Estados Unidos | US Tropical Airplay (Billboard)    | 17             |

## Certificaciones
| País   | Organismo certificador | Certificación | Ref.  |
| ------ | ---------------------- | ------------- | ----- |
| México | AMPROFON               | Platino       | [ 3 ] |